# Eucteniza cuixmala
Espèce
Eucteniza cuixmala est une espèce d'araignées mygalomorphes de la famille des Euctenizidae.

## Distribution
Cette espèce est endémique du Jalisco au Mexique,. Elle se rencontre vers Cihuatlán.

## Description
Le mâle holotype mesure 12,40 mm.

## Systématique et taxinomie
Cette espèce a été décrite par Valdez-Mondragón et Jiménez en 2024.

## Étymologie
Son nom d'espèce lui a été donné en référence au lieu de sa découverte, la réserve de biosphère de Chamela-Cuixmala.

## Publication originale
(mai 2024).
- Valdez-Mondragón & Jiménez, 2024 : « On the Mexican trapdoor spiders: description of a new species of the spider genus Eucteniza Ausserer (Araneae, Mygalomorphae, Euctenizidae) from the western coast of Mexico. » Zootaxa, no 5453(4), p. 538-548.